# 휴 보너빌
휴 보너빌(Hugh Bonneville, 1963년 10월 10일 ~ )은 잉글랜드의 배우이다.

## 출연 작품
- 노팅힐
- 윈스턴 처칠의 폭풍전야
- 벤허
- 상하이 - 벤 역
- 패딩턴
- 패딩턴 2 - 헨리 브라운 역
- 달링 - 테디 홀 역
- 바이스로이즈 하우스
- 와일드 시티 - 안토니 역
- 다운튼 애비 - 로버트 크롤리 역
- 징글 쟁글: 저니의 크리스마스 - 델라크로익스 역